# Campionati europei di atletica leggera indoor 2013 - 60 metri ostacoli femminili
La gara si svolgerà il 1º marzo 2013.

## Podio
| #       | Atleta          | Nazionalità | Tempo | Note                                     |
| ------- | --------------- | ----------- | ----- | ---------------------------------------- |
| Oro     | Alina Talay     | Bielorussia | 7"94  | =                                        |
| Argento | Veronica Borsi  | Italia      | 7"94  |                                          |
| Bronzo  | Derval O'Rourke | Irlanda     | 7"95  | Miglior prestazione personale stagionale |

## Record
Prima di questa competizione, il record del mondo (RM), il record europeo (EU) ed il record dei campionati (RC) sono i seguenti:
| Record                | Prestazione | Atleta                                | Data                                 | Competizione        |
| --------------------- | ----------- | ------------------------------------- | ------------------------------------ | ------------------- |
| Record mondiale       | 7"68        | Susanna Kallur Svezia                 | 10 febbraio 2008 Karlsruhe, Germania |                     |
| Record europeo        | 7"68        | Susanna Kallur Svezia                 | 10 febbraio 2008 Karlsruhe, Germania |                     |
| Record dei campionati | 7"74        | Ljudmila Narožilenko Unione Sovietica | 4 marzo 1990 Glasgow, Regno Unito    | Europei indoor 1990 |

## Risultati

### Primo turno
Le prime 4 atlete di ogni batteria e i 4 migliori tempi si qualificano per le semifinali.

#### Batteria 1
| Pos. | Corsia | Nome             | Nazione    | Reazione | Tempo | Note                          |
| ---- | ------ | ---------------- | ---------- | -------- | ----- | ----------------------------- |
| 1    | 6      | Nevin Yanıt      | Turchia    | 0"192    | 8"01  | Q                             |
| 2    | 7      | Derval Órourke   | Irlanda    | 0"133    | 8"05  | Q                             |
| 3    | 4      | Eline Berings    | Belgio     | 0"136    | 8"08  | Q                             |
| 4    | 8      | Marzia Caravelli | Italia     | 0"159    | 8"09  | Q                             |
| 5    | 2      | Eva Vital        | Portogallo | 0"136    | 8"20  | Miglior prestazione personale |
| 6    | 5      | Elisa Leinonen   | Finlandia  | 0"159    | 8"23  |                               |
| 7    | 1      | Marina Tomic     | Slovenia   | 0"150    | 8"34  |                               |
| -    | 3      | Alice Decaux     | Francia    | dq       | dq    |                               |

#### Batteria 2
| Pos. | Corsia | Nome              | Nazione   | Reazione | Tempo | Note                          |
| ---- | ------ | ----------------- | --------- | -------- | ----- | ----------------------------- |
| 1    | 1      | Yuliya Kondakova  | Russia    | 0"172    | 8"07  | Q                             |
| 2    | 4      | Lucie Skrobáková  | Rep. Ceca | 0"169    | 8"07  | Q                             |
| 3    | 3      | Sara Aerts        | Belgio    | 0"149    | 8"07  | Q                             |
| 4    | 2      | Micol Cattaneo    | Italia    | 0"159    | 8"09  | Q =                           |
| 5    | 8      | Nadine Hildebrand | Germania  | 0"152    | 8"12  | q                             |
| 6    | 6      | Nooralotta Neziri | Finlandia | 0"147    | 8"13  | q                             |
| 7    | 5      | Hanna Platitsyna  | Ucraina   | 0"173    | 8"20  | q                             |
| 8    | 7      | Ivana Loncarek    | Croazia   | 0"151    | 8"22  | Miglior prestazione personale |

#### Batteria 3
| Pos. | Corsia | Nome              | Nazione     | Reazione | Tempo | Note                          |
| ---- | ------ | ----------------- | ----------- | -------- | ----- | ----------------------------- |
| 1    | 8      | Alina Talay       | Bielorussia | 0"161    | 8"02  | Q                             |
| 2    | 5      | Veronica Borsi    | Italia      | 0"224    | 8"05  | Q                             |
| 3    | 6      | Svetlana Topilina | Russia      | 0"162    | 8"10  | Q                             |
| 4    | 1      | Sharona Bakker    | Paesi Bassi | 0"137    | 8"11  | Q                             |
| 5    | 7      | Isabelle Pedersen | Norvegia    | 0"171    | 8"18  | q                             |
| 6    | 4      | Noemi Zbären      | Svizzera    | 0"173    | 8"21  | Miglior prestazione personale |
| 7    | 3      | Reïna-Flor Okori  | Francia     | 0"149    | 8"22  |                               |
| 8    | 2      | Lotta Harala      | Finlandia   | 0"164    | 8"23  |                               |

### Semifinali
Le prime 4 atlete di ogni semifinale accedono alla finale.

#### Semifinale 1
| Pos. | Corsia | Nome              | Nazione     | Reazione | Tempo | Note |
| ---- | ------ | ----------------- | ----------- | -------- | ----- | ---- |
| 1    | 3      | Yuliya Kondakova  | Russia      |          | 8"00  | Q    |
| 2    | 4      | Alina Talay       | Bielorussia |          | 8"02  | Q    |
| 3    | 8      | Micol Cattaneo    | Italia      |          | 8"08  | Q    |
| 4    | 7      | Nooralotta Neziri | Finlandia   |          | 8"09  | Q    |
| 5    | 6      | Lucie Skrobáková  | Rep. Ceca   |          | 8"09  |      |
| 6    | 2      | Marzia Caravelli  | Italia      |          | 8"12  |      |
| 7    | 5      | Sara Aerts        | Belgio      |          | 8"14  |      |
| 8    | 1      | Isabelle Pedersen | Norvegia    |          | 8"22  |      |

#### Semifinale 2
| Pos. | Corsia | Nome              | Nazione     | Reazione | Tempo | Note                                     |
| ---- | ------ | ----------------- | ----------- | -------- | ----- | ---------------------------------------- |
| 1    | 5      | Nevin Yanıt       | Turchia     | 0"179    | 7"94  | Q                                        |
| 2    | 6      | Veronica Borsi    | Italia      | 0"206    | 7"96  | Q                                        |
| 3    | 4      | Eline Berings     | Belgio      | 0"130    | 7"98  | Q                                        |
| 4    | 3      | Derval Órourke    | Irlanda     | 0"139    | 8"00  | Q                                        |
| 5    | 7      | Sharona Bakker    | Paesi Bassi | 0"108    | 8"05  | Miglior prestazione personale stagionale |
| 6    | 2      | Nadine Hildebrand | Germania    | 0"151    | 8"11  |                                          |
| 7    | 8      | Svetlana Topilina | Russia      | 0"151    | 8"11  |                                          |
| 8    | 1      | Hanna Platitsyna  | Ucraina     | 0"170    | 8"16  | Miglior prestazione personale            |

### Finale
| Pos. | Corsia | Nome              | Nazione     | Reazione | Tempo | Note                                     |
| ---- | ------ | ----------------- | ----------- | -------- | ----- | ---------------------------------------- |
| 1    | 5      | Alina Talay       | Bielorussia | 0"154    | 7"94  | =                                        |
| 2    | 4      | Veronica Borsi    | Italia      | 0"176    | 7"94  |                                          |
| 3    | 2      | Derval Órourke    | Irlanda     | 0"141    | 7"95  | Miglior prestazione personale stagionale |
| 4    | 6      | Yuliya Kondakova  | Russia      | 0"159    | 7"99  |                                          |
| 5    | 8      | Eline Berings     | Belgio      | 0"127    | 8"08  |                                          |
| 6    | 7      | Micol Cattaneo    | Italia      | 0"180    | 8"11  |                                          |
| 7    | 1      | Nooralotta Neziri | Finlandia   | 0"143    | 8"19  |                                          |
| dq   | 3      | Nevin Yanıt       | Turchia     | 0"158    | 7"89  |                                          |